# Jake Delhomme
Jake Christopher Delhomme (født 10. januar 1975 i Breaux Bridge, Louisiana, USA) er en tidligere amerikansk footballspiller, der spillede i NFL som quarterback. Delhomme kom ind i ligaen i 1999, og spillede gennem sin karriere for New Orleans Saints, Carolina Panthers, Cleveland Browns og Houston Texans.
Delhomme var quarterback for det Carolina Panthers-hold der i 2004, efter et af de mest dramatiske playoff forløb i NFL's historie, spillede sig frem til Super Bowl XXXVIII. Her måtte man dog efter endnu en tæt kamp se sig besejret af New England Patriots.
En enkelt gang, i 2005, er Delhomme blevet udtaget til Pro Bowl, NFL's All Star-kamp.

## Klubber
- 1999: Frankfurt Galaxy
- 1999-2002: New Orleans Saints
- 2003-2009: Carolina Panthers
- 2010: Cleveland Browns
- 2011: Houston Texans